# 배드파파
《배드파파》는 2018년 10월 1일부터 2018년 11월 27일까지 MBC에서 방송된 월화 미니시리즈이다.

## 줄거리
좋은 아빠가 되기 위해 나쁜 인간이 되길 택하는 중년 가장의 고군분투를 그린 가족 드라마.

## 등장 인물

### 주요 인물
- 장혁 : 유지철 역 - 몰락한 가장&파이터
- 손여은 : 최선주 역 (아역 김시은) - 지철의 아내. 야설작가&안마의자판매원
- 신은수 : 유영선 역 (아역 심혜연, 강지우) - 지철의 딸. Y-NYANG(와이냥) 댄스 유튜버
- 하준 : 이민우 역 - 최강 격투기 챔피언, 스포츠스타
- 김재경 : 차지우 역 - 차 박사의 딸, 지철의 예전 파트너. 광역수사대 형사

### 광역수사대
- 김병춘 : 박민식 역 - 경감
- 김욱 : 이현수 역 - 경위

### 종합격투기
- 정만식 : 주국성 역 - 프로모터
- 이다윗 : 김용대 역 (아역 유제건) - 격투기 도박장 3류 코치
- 이준혁 : 김필두 역 - 격투기 도박장 우두머리
- 정익한 : 김종두 역 - 필두의 동생

### 신구제약
- 박지빈 : 정찬중 역 - 신구제약 대표
- 신우겸 : 김대성 역 - 신구제약 연구원이자 차박사 조수
- 정인기 : 차승호 역 - 지우의 아버지. 신약 연구소 박사

### 영선이네 학교
- 권은빈 : 김상아 역 - 영선의 라이벌이며 트러블 메이커
- 조이현 : 김세정 역 - 영선의 단짝
- 임선우 : 왕혜지 역 - 영선의 친구
- 이은샘 : 이슬기 역 - 영선의 친구

### 그 외 인물
- 윤봉길 : 박지훈 역 - 민우의 사업파트너
- 최윤라 : 최선영 역 - 선주의 여동생
- 주진모 : 장관장 역 - 과거 지철의 프로모터. 작은 복싱장을 운영
- 이규호 : 박실장 역 - 찬중의 보디가드
- 백은경
- 김로사
- 윤영민 : 심사위원 역
- 장준호
- 박팔영
- 강운
- 송하림
- 우상전
- 전은미
- 송유하
- 최영
- 옥주리
- 장의수 : 상철 역
- 민서영 : 사고 난 버스에 있던 아이 역
- 최승원 : 김윤수의 아들 역
- 조한아름 : 영선에게 싸인해달라 말하는 학생 1 역
- 박윤영 : 영선에게 싸인해달라 말하는 학생 2 역
- 김수현 : 최준영 역
- 여현 : 도박녀 역
- 이강준 : 종합격투기 캐스터 역
- 곽진석 : 진상구 역
- 유준서 : 진요성 역 - 진상구의 아들
- 권동원 : 강상문 역
- 박찬우
- 이왕수
- 이범훈

### 특별출연
- 정성호 : 종합격투기 무대 해설자 역
- 김승현 : 김윤수 역 - 유지철의 친구
- 미람
- 제아
- 황제성
- 형원
- 홍인 : 최용우 역
- 김환
- 김현정
- 김승혜
- 천명훈 : 오디션 프로그램의 심사위원 역 - 영선 참가

## 촬영지
- 춘천대교
- 영풍문고 가산마리오점
- 한강대교
- 상수체육관(조치원권투체육관)
- 이화여자대학교 병설 미디어고등학교
- 반포대교
- 학암포해수욕장

## 시청률
최저 시청률과 최고 시청률은 시청률 조사회사와 지역별로 시청률에 차이가 있을 수 있습니다.
| 2018년 | 2018년    | 2018년         | 2018년       | 2018년         | 2018년       |
| 회차   | 방송일    | TNmS 시청률    | TNmS 시청률  | AGB 시청률     | AGB 시청률   |
| 회차   | 방송일    | 대한민국(전국) | 서울(수도권) | 대한민국(전국) | 서울(수도권) |
| ------ | --------- | -------------- | ------------ | -------------- | ------------ |
| 제1회  | 10월 1일  | 3.7%           | %            | 3.1%           | %            |
| 제2회  | 10월 1일  | 4.3%           | %            | 3.7%           | %            |
| 제3회  | 10월 2일  | %              | %            | 3.4%           | %            |
| 제4회  | 10월 2일  | %              | %            | 4.0%           | %            |
| 제5회  | 10월 8일  | %              | %            | 2.4%           | %            |
| 제6회  | 10월 8일  | %              | %            | 3.5%           | %            |
| 제7회  | 10월 9일  | 3.6%           | %            | 2.8%           | %            |
| 제8회  | 10월 9일  | 3.5%           | %            | 3.2%           | %            |
| 제9회  | 10월 15일 | 2.2%           | %            | 2.6%           | %            |
| 제10회 | 10월 15일 | 2.6%           | %            | 2.7%           | %            |
| 제11회 | 10월 15일 | 2.3%           | %            | 3.1%           | %            |
| 제12회 | 10월 15일 | 2.5%           | %            | 3.3%           | %            |
| 제13회 | 10월 22일 | %              | %            | 2.4%           | %            |
| 제14회 | 10월 22일 | %              | %            | 2.7%           | %            |
| 제15회 | 10월 29일 | %              | %            | 1.9%           | %            |
| 제16회 | 10월 29일 | %              | %            | 2.2%           | %            |
| 제17회 | 11월 6일  | %              | %            | 2.8%           | %            |
| 제18회 | 11월 6일  | %              | %            | 2.7%           | %            |
| 제19회 | 11월 6일  | %              | %            | 1.8%           | %            |
| 제20회 | 11월 6일  | %              | %            | 2.2%           | %            |
| 제21회 | 11월 12일 | %              | %            | 2.0%           | %            |
| 제22회 | 11월 12일 | %              | %            | 2.4%           | %            |
| 제23회 | 11월 13일 | %              | %            | 2.3%           | %            |
| 제24회 | 11월 13일 | %              | %            | 2.9%           | %            |
| 제25회 | 11월 19일 | 2.7%           | %            | 2.3%           | %            |
| 제26회 | 11월 19일 | 3.0%           | %            | 2.7%           | %            |
| 제27회 | 11월 20일 | %              | %            | 2.4%           | %            |
| 제28회 | 11월 20일 | 2.7%           | %            | 2.9%           | %            |
| 제29회 | 11월 26일 | 2.3%           | %            | 2.0%           | %            |
| 제30회 | 11월 26일 | 2.6%           | %            | 2.3%           | %            |
| 제31회 | 11월 27일 | 3.1%           | %            | 3.1%           | %            |
| 제32회 | 11월 27일 | 3.9%           | %            | 3.9%           | %            |

## 수상 경력
- 2018년 MBC 연기대상 월화미니시리즈부문 조연상 김재경
- 2018년 MBC 연기대상 청소년 아역상 신은수
- 제31회 그리메상 최우수 남자연기상 장혁

## 결방 사유 및 편성 변경
- 2018년 10월 15일 : 밤 10시부터 4회 연속방송 (9회, 10회, 11회, 12회)
- 2018년 10월 16일 : MBC 스포츠 2018년 KBO 리그 와일드카드 결정전 1차전 KIA 타이거즈 VS 넥센 히어로즈, MBC 뉴스데스크 방송으로 인해 결방.
- 2018년 10월 23일 : MBC 스포츠 2018년 KBO 리그 준플레이오프 3차전 한화 이글스 VS 넥센 히어로즈, MBC 뉴스데스크 방송으로 인해 결방.
- 2018년 10월 30일 : MBC 스포츠 2018년 KBO 리그 플레이오프 3차전 SK 와이번스 VS 넥센 히어로즈, MBC 뉴스데스크, PD수첩 방송으로 인해 결방.
- 2018년 11월 5일 : MBC 스포츠 2018년 한국시리즈 2차전 SK 와이번스 VS 두산 베어스, MBC 뉴스데스크, MBC 스페셜 대체 편성으로 인해 결방.
- 2018년 11월 6일 : 밤 10시부터 4회 연속방송 (17회, 18회, 19회, 20회)

## 동시간대 드라마
- KBS 월화 미니시리즈

《최고의 이혼》 (2018년 10월 8일 ~ 2018년 11월 27일)
《땐뽀걸즈》 (2018년 12월 3일 ~ 2018년 12월 11일)
- SBS 월화 미니시리즈

《여우각시별》 (2018년 10월 1일 ~ 2018년 11월 26일)
《사의 찬미》 (2018년 11월 27일 ~ 2018년 12월 4일)

## 같이 보기
- 대한민국의 텔레비전 드라마 목록 (ㅂ)
- 2018년 대한민국의 텔레비전 드라마 목록